# Остроленски окръг
Остроленски окръг (на полски: Powiat ostrołęcki) е окръг в Североизточна Полша, Мазовско войводство. Заема площ от 2098,38 км2. Административен център е град Остроленка, който не е част от окръга.

## География
Окръгът се намира в историческата област Мазовия. Разположен е в североизточната част на войводството.

## Население
Населението на окръга възлиза на 87 830 души (2013 г.). Гъстотата е 42 души/км2.

## Административно деление
Административно окръгът е разделен на 11 общини.
Градско-селска община:
- Община Мишинец

Селски общини:
- Община Бараново
- Община Говорово
- Община Жекун
- Община Каджидло
- Община Лелис
- Община Лисе
- Община Олшево-Борки
- Община Трошин
- Община Чарня
- Община Червин

## Фотогалерия
- Мишинец
- Бараново
- Говорово
- Каджидло
- Лисе
- Жекун
- Трошин